# Cocheras de Can Zam
Las cocheras de Can Zam son unas instalaciones ferroviarias ubicadas en Santa Coloma de Gramanet. Da servicio a la infraestructura de la línea 9 del Metro de Barcelona. Se inauguró a principios de diciembre de 2009, fecha en que se inauguraron cinco estaciones de la línea 9, que será la línea de metro automática más larga de Europa.
Estas instalaciones permitirán el mantenimiento de los trenes procedentes de la estación de Can Zam. La superficie de la instalación es de 13 000 m² y están bajo tierra. Hay un total de siete vías: dos están destinadas para cocheras de los trenes, y las otras cinco vías para mantenimiento de los trenes. Los trenes destinados en estas cocheras serán de la serie 9000, trenes automáticos con el sistema ATC-S.